# نوستالژی برای اتحاد شوروی

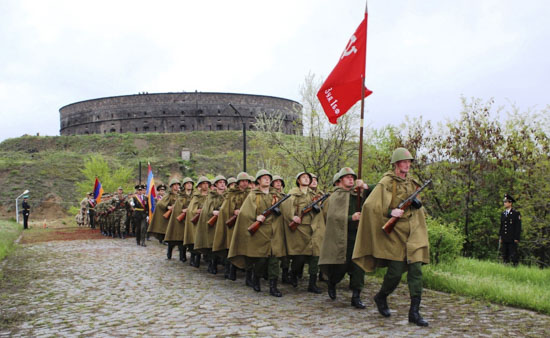
ارامنه پیروزی شوروی بر آلمان نازی را جشن می‌گیرند، ۹ می ۲۰۱۸

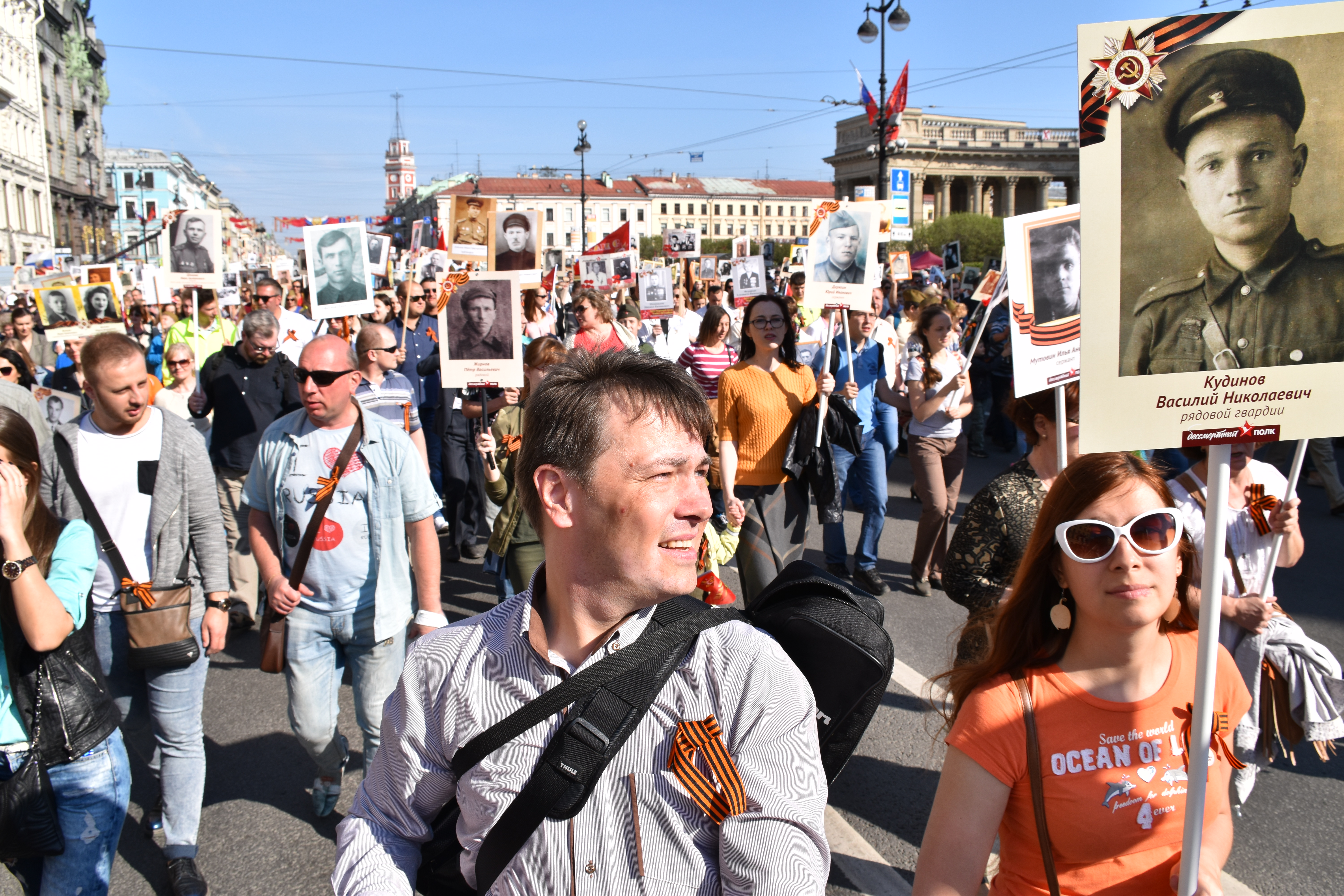
مردمی در سن پترزبورگ در هنگ جاویدان، با حمل پرتره‌هایی از اجداد خود که در جنگ بزرگ میهنی جنگیدند.

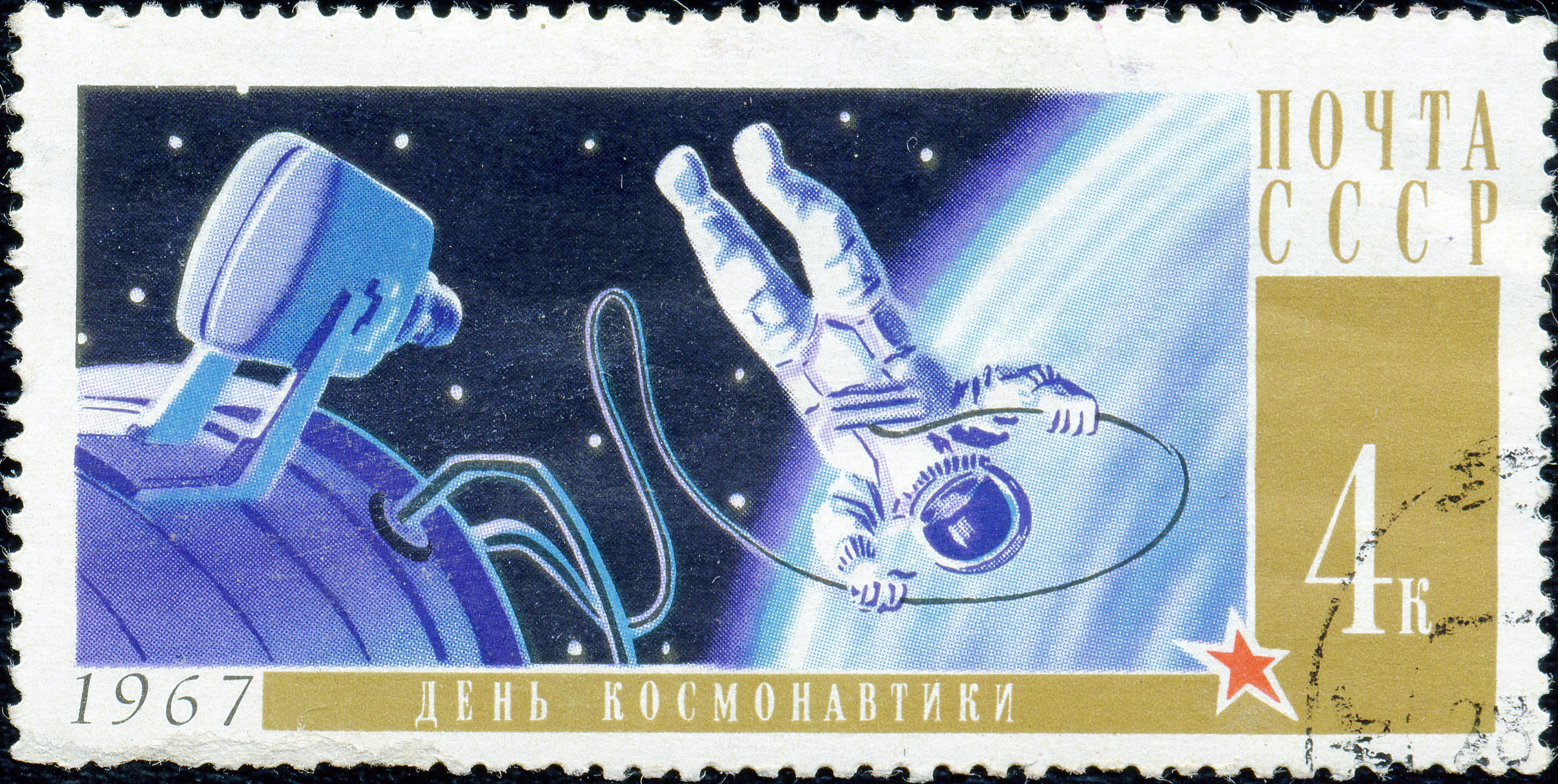
تمبر الکسی لئونوف، اتحاد جماهیر شوروی، ۱۹۶۷

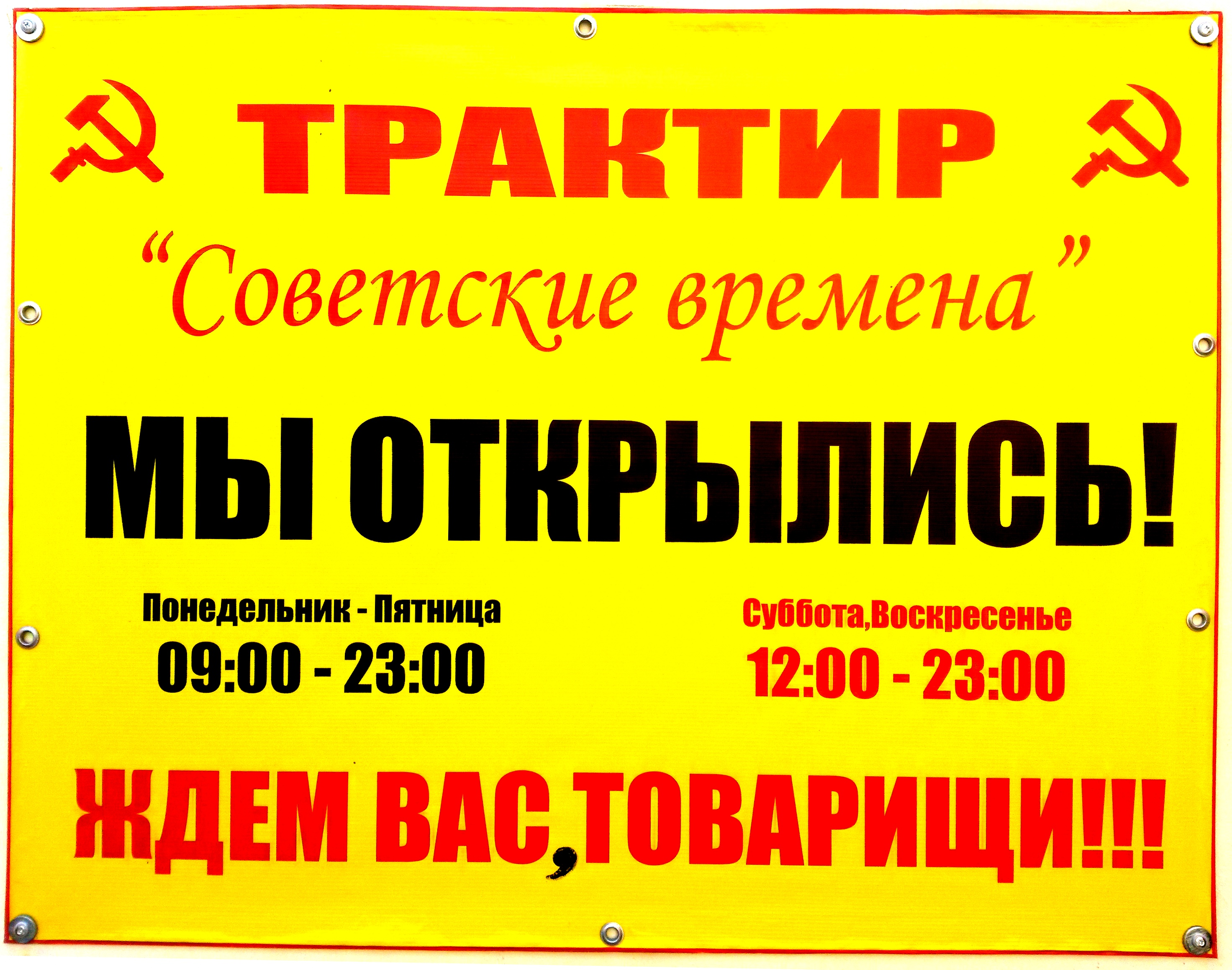
آگهی دیواری در میخانه «دوران شوروی» در مسکو

نوستالژی برای اتحاد جماهیر شوروی (روسی: Ностальгия по СССР) یا نوستالژی شوروی یک پدیده اجتماعی به صورت نوستالژی برای دوران شوروی (۱۹۲۲–۱۹۹۱) است، که می‌تواند برای سیاست، جامعه، فرهنگ یا صرفاً زیبایی‌شناسی آن باشد. چنین نوستالژی‌ای در میان مردم روسیه و سایر کشورهای پس از شوروی، و همچنین در میان افرادی که در اتحاد جماهیر شوروی متولد شده‌اند، اما مدت‌هاست که در خارج از کشور زندگی می‌کنند، و حتی در میان کمونیست‌ها و هواداران اتحاد جماهیر شوروی از جاهای دیگر جهان رخ می‌دهد.
در سال ۲۰۰۴، کانال تلویزیونی نوستالژیا، لوگوی آن با تصاویر تزیین شده چکش و داس، در روسیه راه اندازی شد.

## نظرسنجی
از زمان سقوط اتحاد جماهیر شوروی و بلوک شرق، نظرسنجی سالانه توسط مرکز لوادا نشان می‌دهد که بیش از ۵۰ درصد از جمعیت روسیه از فروپاشی آن ابراز تاسف کرده‌اند، تنها استثنا در سال ۲۰۱۲ است که حمایت از اتحاد جماهیر شوروی به پایین‌تر از این میزان رسید. یک نظرسنجی در سال ۲۰۱۸ نشان داد که ۶۶ درصد از روس‌ها از سقوط اتحاد جماهیر شوروی پشیمان اند که یک رکورد ۱۵ ساله را به نام خود ثبت کرد و اکثر این نظرات پشیمان‌کننده متعلق به افراد بالای ۵۵ سال بود.
در ارمنستان، ۱۲ درصد از پاسخ دهندگان گفتند که فروپاشی اتحاد جماهیر شوروی خوب بود، در حالی که ۶۶ درصد گفتند که فروپاشی اتحاد جماهیر شوروی لطمه زد. در قرقیزستان، ۱۶ درصد از پاسخ دهندگان گفتند که فروپاشی اتحاد جماهیر شوروی خوب بود، در حالی که ۶۱ درصد گفتند که این کار لطمه زد. یک نظرسنجی در سال ۲۰۱۲ که توسط بنیاد کارنگی انجام شد نشان داد که ۳۸ درصد از ارامنه موافق هستند که کشورشان «همیشه به رهبری مانند استالین نیاز خواهد داشت».
یک نظرسنجی که در سال ۲۰۱۹ انجام شد نشان داد که ۵۹ درصد از مردم روسیه معتقدند که دولت شوروی «از مردم عادی مراقبت می‌کرد». یک نظرسنجی که در سال ۲۰۲۰ انجام شد نشان داد که ۷۵ درصد از مردم روسیه معتقدند دوران شوروی «بهترین زمان» در تاریخ این کشور بوده‌است.

## دلایل

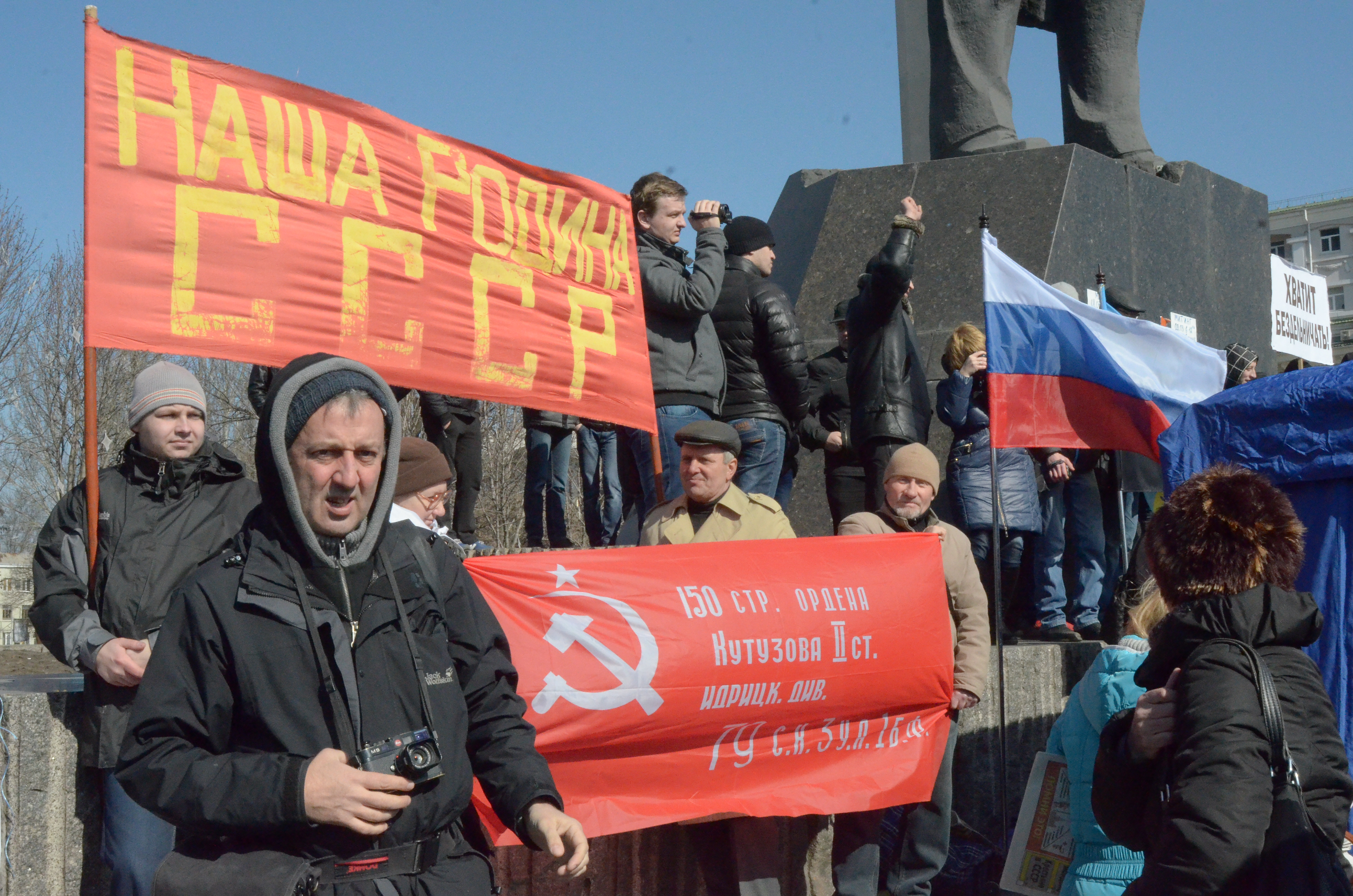
تجمع در دونتسک

بر اساس نظرسنجی‌ها، آنچه در مورد اتحاد جماهیر شوروی سابق مغفول مانده‌است، سیستم اقتصادی مشترک آن بود که حد اقلی از ثبات مالی را فراهم می‌کرد. اصلاحات اقتصادی نئولیبرالی پس از سقوط اتحاد جماهیر شوروی و بلوک شرق استانداردهای زندگی برای عموم مردم را ناگوار کرد. سیاست‌های مرتبط با خصوصی‌سازی باعث شد تا بیشتر اقتصاد کشور به دست یک الیگارشی تجاری تازه حاکم شده بیفتد. احساس تعلق به یک ابرقدرت بزرگ دلیل دومی برای نوستالژی بود. بسیاری از تجربیات خود در دهه ۱۹۹۰ احساس تحقیر و خیانت شدگی کردند و این تحولات را به گردن مستشاران قدرت‌های غربی انداختند، به ویژه با نزدیک شدن ناتو به حوزه نفوذ روسیه.